# Království lesních strážců
Království lesních strážců je animovaný film ze studia 20th Century Fox z roku 2013.

## Děj
Dívka jménem Mary se vrátí do svého rodného domu, kde bydlí její otec Bomba, který zkoumá civilizaci drobných lesních mužíčků, kteří žijí v lese. Mezitím lesní královna (Tara) musí vybrat následovníka, ale při následovníka jí zabijí, Mary se zmenší a pomůže zachránit svět.

## Obsazení
| Colin Farrell      | Ronin          |
| Josh Hutcherson    | Nod            |
| Amanda Seyfriedová | Mary Katherine |
| Jason Sudeikis     | Bomba          |
| Steven Tyler       | Nim Galuu      |
| Christoph Waltz    | Mandrake       |
| Beyoncé Knowles    | královna Tara  |
| Aziz Ansari        | Hňup           |
| Chris O'Dowd       | Hrub           |